# Pseudargyrotoza
Pseudargyrotoza is een geslacht van vlinders van de familie bladrollers (Tortricidae), uit de onderfamilie Tortricinae.

## Soorten
- P. aeratana (Kennel, 1910)
- P. conwagana - Zilvervlekbladroller Fabricius, 1775